# Giorgio Cavazzano

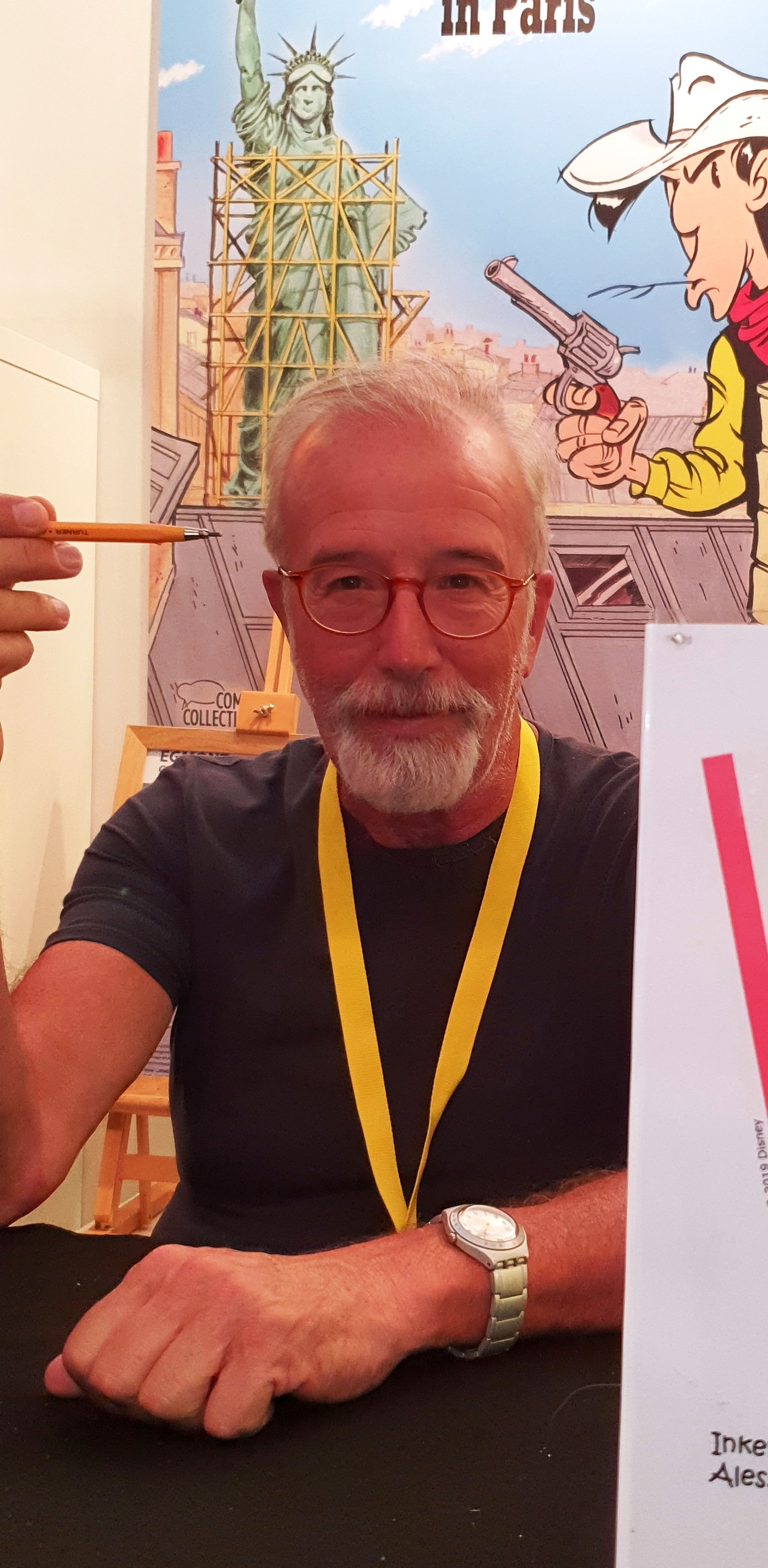
Giorgio Cavazzano 2019 in München

Giorgio Cavazzano (* 19. Oktober 1947 in Venedig) ist ein italienischer Comiczeichner.

## Biografie
Angelernt wurde Cavazzano mit 12 Jahren von seinem älteren Cousin Luciano Capitanio, dem er beim Tuschen von dessen Bleistiftzeichnungen half. Ab dem 14. Lebensjahr war er für Romano Scarpa, der wie er in Venedig lebte, tätig und tuschte bis 1973 dessen Bleistiftzeichnungen.
1967, im Alter von 20 Jahren, debütierte er selbst als Zeichner. Sein ausgeprägter Stil erfreute sich rasch großer Beliebtheit. Besondere Begeisterung weckte seine Casablanca-Parodie mit den Ducks. Da Cavazzano schnell zeichnet, hatte er auch Zeit, neben den Disney-Geschichten andere Serien zu betreuen. 1988 verließ er die italienische Disney-Produktion und wurde Leiter der Comic-Herstellung der französischen Zeitschrift Pif. Des Weiteren arbeitete er über Jahre hinweg mit dem französischen Comicszenaristen François Corteggiani zusammen. Es entstanden hierbei neben einigen gemeinsamen Disneycomics diverse Geschichten der Comicreihe Captain Rogers, deren Szenarien zuvor Disney Starautor Giorgio Pezzin geschrieben hatte. Heute arbeitet er wieder als Zeichner bei Topolino, der italienischen Version des Micky Maus-Magazins, zeichnet aber hauptsächlich längere Comics für Disney Publikationen in Taschenbuchform.
2006 erschien in Italien eine von ihm gezeichnete Ausgabe von Spider-Man (ital. L'uomo ragno) unter dem Titel Il Segreto del vetro.

## Werke auf Deutsch (Auswahl)
Es wäre müßig, hier alle von Cavazzano auf Deutsch erschienenen Disney-Geschichten aufzuzählen. Auch ist eine Auflistung der Geschichten, die er für das französische Comic-Magazin Pif Gadget gestaltete und die auf Deutsch in Yps erschienen, derzeit nicht möglich, da sich offenbar bisher noch niemand an einer Zuordnung der auf Deutsch erschienenen Geschichten zu den Originalen versucht hat. Die übrigen Arbeiten Cavazzanos, die auf Deutsch erschienen, sind aber überschaubar und sollen hier erwähnt werden, da sie allzu leicht in der Masse der übrigen Produktionen untergehen:
- Peter O' Pencil (international: Silas Finn; Szenarios von Tiziano Sclavi und François Corteggiani)
  - Peter macht den Westen wild; in Zack 16 - 20/1979
  - Peter macht den Westen wild [in Zack Super Album 1] (Koralle, 1981); Nachdruck der in Zack 21, 22, 24/1979 und 4, 5/1980 erschienenen Geschichten; nicht identisch mit der vorhergehenden Geschichte
  - Weitere Kurzgeschichten in Zack 11, 13, 15, 17, 19, 21, 23, 26, 28, 30/1980 und in Zack Parade 37, 41, 44
- Captain Rogers (2 Bände)
  - Alles roger, Rogers?! (Ehapa, 1987)
  - Der Kopfgeldjäger (Arboris, 1990)
- Jungle Town (Ehapa, 2007)
- Spider-Man in Venedig (Panini, 2007)
- Die Drachenritter (Ehapa, Sammelband der in TGDD-S in Fortsetzungen erschienenen Geschichte)

In der Egmont Comic Collection wurden dem Starzeichner zwei Bücher gewidmet:
- Die besten Geschichten von Giorgio Cavazzano (Ehapa, 2013)
- Micky Maltese – Eine Mäuseballade (Egmont 2019); Parodie nach Corto Maltese mit Micky Maus